# Doberdò del Lago
Doberdò del Lago est une commune italienne de la province de Gorizia située dans la région autonome du Frioul-Vénétie Julienne.

## Géographie
La commune tient son nom du lac de Doberdò près duquel elle se trouve.

## Administration
| Période                                  | Période | Identité | Étiquette | Qualité |
| ---------------------------------------- | ------- | -------- | --------- | ------- |
|                                          |         |          |           |         |
| Les données manquantes sont à compléter. |         |          |           |         |

### Hameaux
Devetachi, Jamiano, Marcottini, Visintini, Palichisce, Micoli, Bonetti, Lago di Pietrarossa, Lago di Doberdò.

### Communes limitrophes
Duino-Aurisina, Fogliano Redipuglia, Monfalcone, Ronchi dei Legionari, Sagrado, Savogna d'Isonzo.

## Jumelages
La ville de Doberdò del Lago est jumelée avec :
- Prvačina (Slovénie) depuis 1977 ;
- Bled (Slovénie) depuis 1998 ;
- Újfehértó (Hongrie) depuis 2009.